# اوچ‌لرکایاسی (احسانیه)
اوچ‌لرکایاسی (به ترکی استانبولی: Üçlerkayası) یک منطقهٔ مسکونی در ترکیه است که در احسانیه واقع شده‌است.